# Кнесл, Карел
Карел Кнесл (чеш. Karel Knesl; 8 апреля 1942, Pustiměř — 3 сентября 2020, Central Military Hospital Prague) — чехословацкий футболист, играл на позиции полузащитника. Серебряный призёр Олимпийских игр (1964).

## Биография

### Клубная карьера
Кнесл был воспитанником академии «ТЕ Готтвальдов», в котором началась его карьера. В 1962 году присоединился к клубу пражской «Дукле», в составе которой отыграл три сезона и выиграл три чемпионских титула в 1963, 1964 и 1966 годах. Помимо этого, в 1965 году Кнесл с «Дуклой» выиграл Кубок Чехословакии. В 1965 году перешёл в пражскую «Славию», за которую играл в течение пяти сезонов.
Завершил карьеру в клубе «ТЕ Шкода Пльзень», за который играл в течение одного сезона.

### Карьера в сборной
В составе сборной Чехословакии играл на олимпийском футбольном турнире 1964 года, где сыграл в 1/2 финала со сборной Германии, который завершился победой Чехословакии со счётом 2:1. Сборная Чехословакии по итогам турнира завоевала серебряные медали.

### Смерть
Скончался 3 сентября 2020 года в Праге в возрасте 78 лет после продолжительной болезни.

## Достижения
«Дукла» (Прага)
- Чемпион Чехословакии (3) : 1961/62, 1962/63, 1963/64, 1965/66
- Обладатель Кубка Чехословакии (1) : 1964/65